# میچ دنیلز
 میچ دنیلز (انگلیسی: Mitch Daniels؛ زادهٔ ۷ آوریل ۱۹۴۹) یک سیاست‌مدار اهل ایالات متحده آمریکا است.